# Йел (окръг, Арканзас)
Окръг Йел (на английски: Yell County) е окръг в щата Арканзас, Съединени американски щати. Площта му е 2458 km², а населението – 22 185 души (2010). Административен център е град Данвил (западен район) и Дарданел (източен район).